# 山口繭
山口繭（1月4日—），日本女性配音員。出身於大阪府。B型血。

## 人物簡介
青二Production所屬，青二塾大阪校第21期出身。擅長方言為大阪方言。
聲優團體「Yume Yura（ユメユラ）」的成員，與鹿野優以、板東愛、吉川未來等人組成。
興趣和特長是競馬、將房間改頭換面、打掃整理、卡拉OK、讀書。

## 演出作品
※粗體字表示說明飾演的主要角色。

### 電視動畫
2005年
- 助人小天才（日语：おでんくん）（番茄妹妹）
- 麵包超人（貓美）
- 初音島 Second Season（女孩子）

2006年
- 神樣家族（女高中生）
- 貧窮姊妹物語（學生）

2007年
- 魔人偵探腦嚙涅羅（C）

2011年
2012年
- 自摸摸和努呸呸（日语：ズモモとヌペペ）

2014年
- 怪物語（日语：くつしたがだるだるになっちゃうわけ 〜イマドキ妖怪図鑑〜）（姊）

### 遊戲
2006年
- 少女戀愛革命!!（日语：乙女的恋革命★ラブレボ!!）（深水颯大的母親、粉絲俱樂部會長）
- 真·三國無雙BB（日语：真・三國無双BB）
- （真摯的弁天、不可思議弁天、談話喫茶店客人）

2007年
- 親親我兒!! ～育子狂想曲～（日语：DEAR My SUN!!〜ムスコ★育成★狂騒曲〜）（植草李）

2008年
- ZWEI II（菲歐娜·厄爾·瓦倫斯、米利安）
- 魔喚精靈（[注 1]）
- 符文工廠2（納塔莉、拉姆莉雅·雷姆南德·薇薇安修）
- 摔角天使生存者2（日语：レッスルエンジェルス）

2010年
- 伊蘇：菲爾佳娜之誓（愛莉絲、法蘭）

### 數位漫畫
- VOMIC （山咲美加）

### 廣播
- 增田岡田的All Night-NIPPON（日语：ますだおかだのオールナイトニッポン） 松竹芭娜娜的戀愛紀念日（2006年10月）
- 山口繭（2006年10月－12月）
- 土曜EX（第2部，2006年11月－2007年12月）

### 電視節目
- （旁白）
- 日常的中野（JCN中野（日语：シティテレビ中野））
- 日常的葛飾（舊JCN葛飾（日语：JCNコアラ葛飾））
- （2011年度～，NHK綜合，節目助理）
- 趣味的園藝 蔬菜的時間（日语：趣味の園芸 やさいの時間）（2012年5月20日，NHK E電視台，負責VTR單元「菜園的坪數」／露面演出）
- 問答30 ～團結吧！～（日语：クイズ30〜団結せよ!〜）（2014年，富士電視台）

### 其它
- 聲優閒談

## 音樂作品

### 歌手參加作品
| 發行日期 | 標題                    | 名義                 | 曲名   | 商業搭配 |
| 2008年   | 2008年                  | 2008年               | 2008年 | 2008年   |
| -------- | ----------------------- | -------------------- | ------ | -------- |
| 11月19日 | TV兒童之歌精選 女孩子向 | 、山口繭、池邊久美子 | 「」   |          |

## 腳註

### 來源
1. 1 2 3 4 5 6  . 青二Production.   [2016-06-21]. （原始内容存档于2016-03-05） （日语）.

## 外部連結
- 青二Production公式官網的聲優簡介 （页面存档备份，存于） （日語）